# Церковь Эя
Церковь Эя (швед. Öja kyrka) — средневековая церковь в Эе на шведском острове Готланд. Она датируется XIII веком и примечательна своим необычно большим и искусно украшенным триумфальным крестом. Храм относится к диоцезу Висбю Церкви Швеции.

## История
Местность, где находится церковь Эя, была заселена с древности. Название Эя, происходящее от шведского слова ö, означающего остров, указывает на то, что это место было заселено ещё до того, как оно стало частью более крупного острова Готланд (произошло это в результате процесса гляциоизостазии), то есть со времён железного века, в период между 500 г. до н. э. и 500 г. н. э. В 1987 году в этом районе ещё существовали поля, возделываемые в соответствии с системой землепользования, сложившейся ещё в железном веке, а возможно, даже в эпоху бронзы.
Первая церковь на этом месте была возведена в XII веке и была выполнена в романском стиле. От неё сохранилось лишь несколько скульптурных фрагментов, включённых в современную готическую церковь, строительство которой началось в XIII веке. Хор с внутренней апсидой был возведён первым в первой половине того века. Неф был добавлен позднее (в конце века), а башня — в XIV веке. Конструкция церкви указывает на то, что в первоначальные планы не входило строительство отдельной башни, а её предполагалось возвести над западным концом нефа. Учёные пришли к выводу, что башня была построена каменщиком или группой мастеров, условно именуемого или именуемых Эгюптикусом, чьи работы также можно увидеть в церквях Грётлингбо и Хаблинго, расположенных в других местах Готланда.
Облик церкви не претерпел каких-либо серьёзных изменений со времён средневековья, за исключением ризницы, которая появилась в XIX веке.

## Архитектура
В экстерьере церкви примечательна необычайно хорошо сохранившаяся башня с оригинальными гаргульями и фронтонными украшениями. Храм обладает тремя резными готическими порталами, из которых наиболее богато украшен северный — скульптурами Иисуса, Девы Марии, Иоанна Богослова и лежащего святого, предположительно святого Элигия.
Интерьер церкви тёмный и отличается прочными колоннами и столбами. Стены храма украшают фрески XV века, изображающие Страсти Христовы и сцены из детства Христа, выполненные художником, известным как Мастер Страстей Христовых. Кроме того, своды церкви украшают орнаменты XIII века, а хор — несколько необычных росписей, выполненных, вероятно, художником из Дании или материковой Швеции.
Достопримечательностью церкви служит большой триумфальный крест с искусной резьбой. Он был изготовлен резчиком по дереву, возможно, обучавшимся во Франции, который также, возможно, работал над похожим крестом в церкви Фрёйель, и датируется концом XIII века. Необычно сложное распятие из церкви Эи было названо «самой восхитительной деревянной скульптурой Готланда» и «одним из самых известных средневековых произведений искусства Готланда». Кроме того, под этим крестом находятся копии двух также высоко оцениваемых скульптур Марии и Святого Иоанна (оригинальные статуи ныне хранятся в Музее Готланда в Висбю).

## Изображения триумфального креста

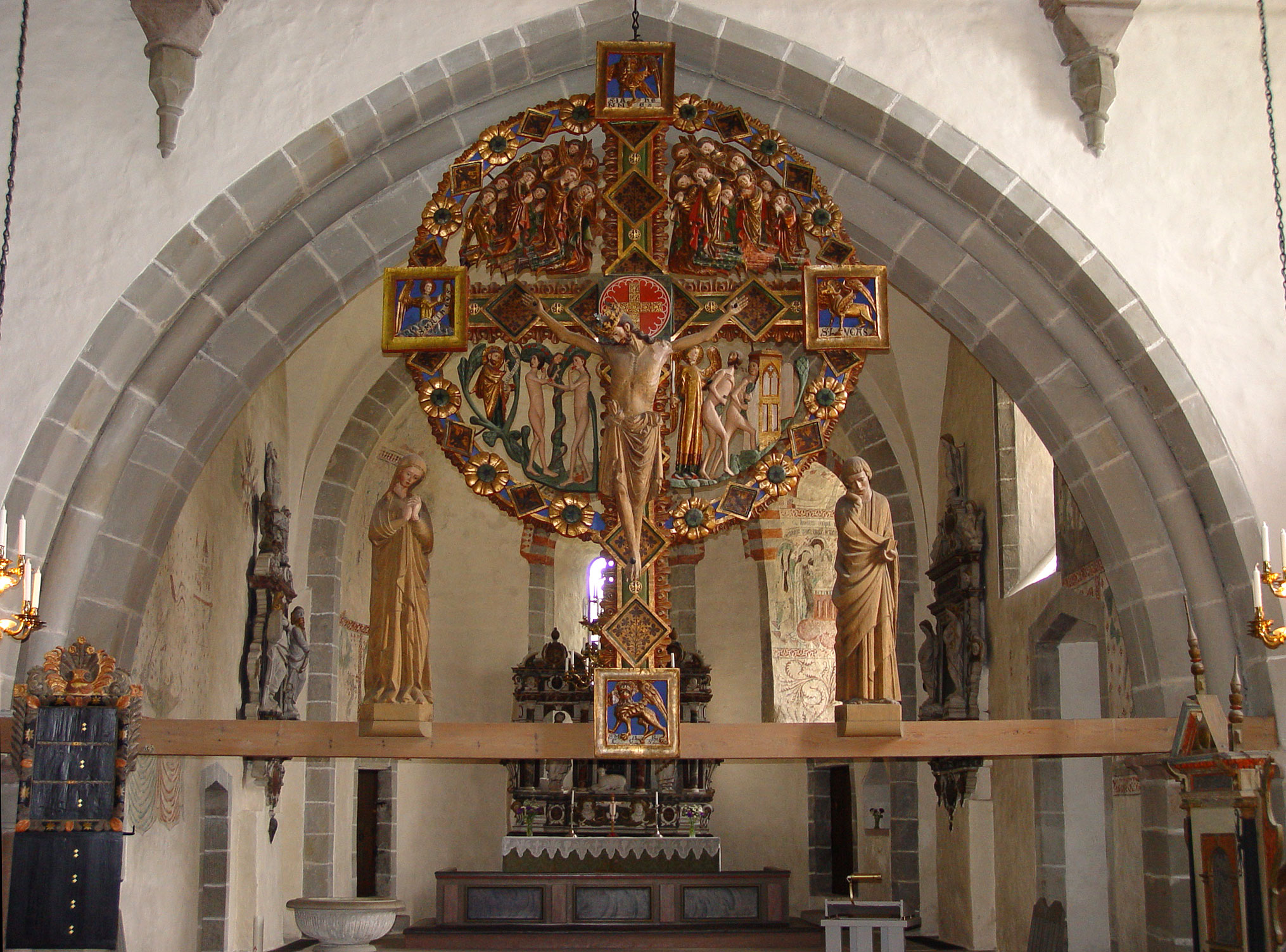
Триумфальный крест церкви Эя и его расположение в церкви
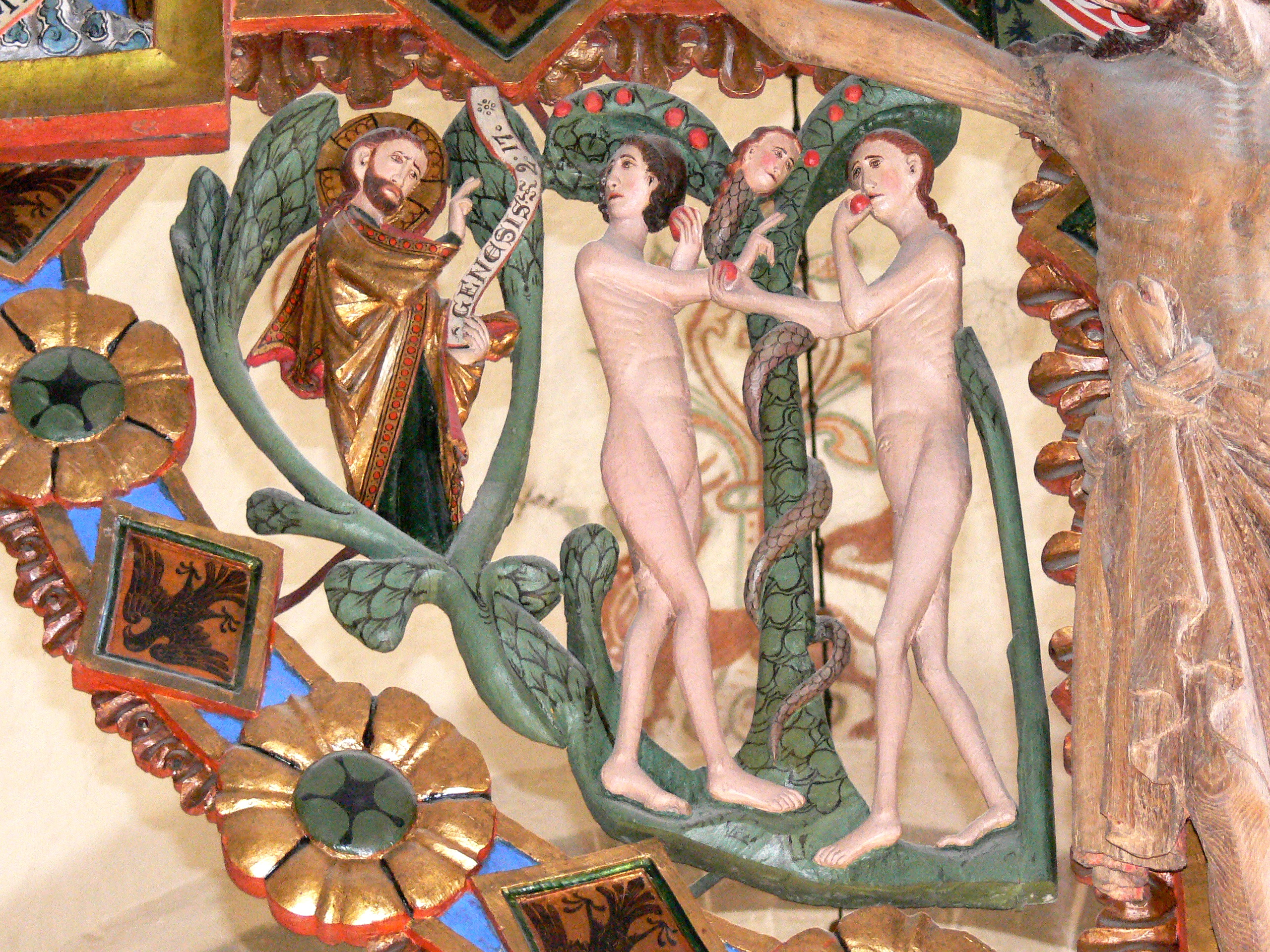
Деталь
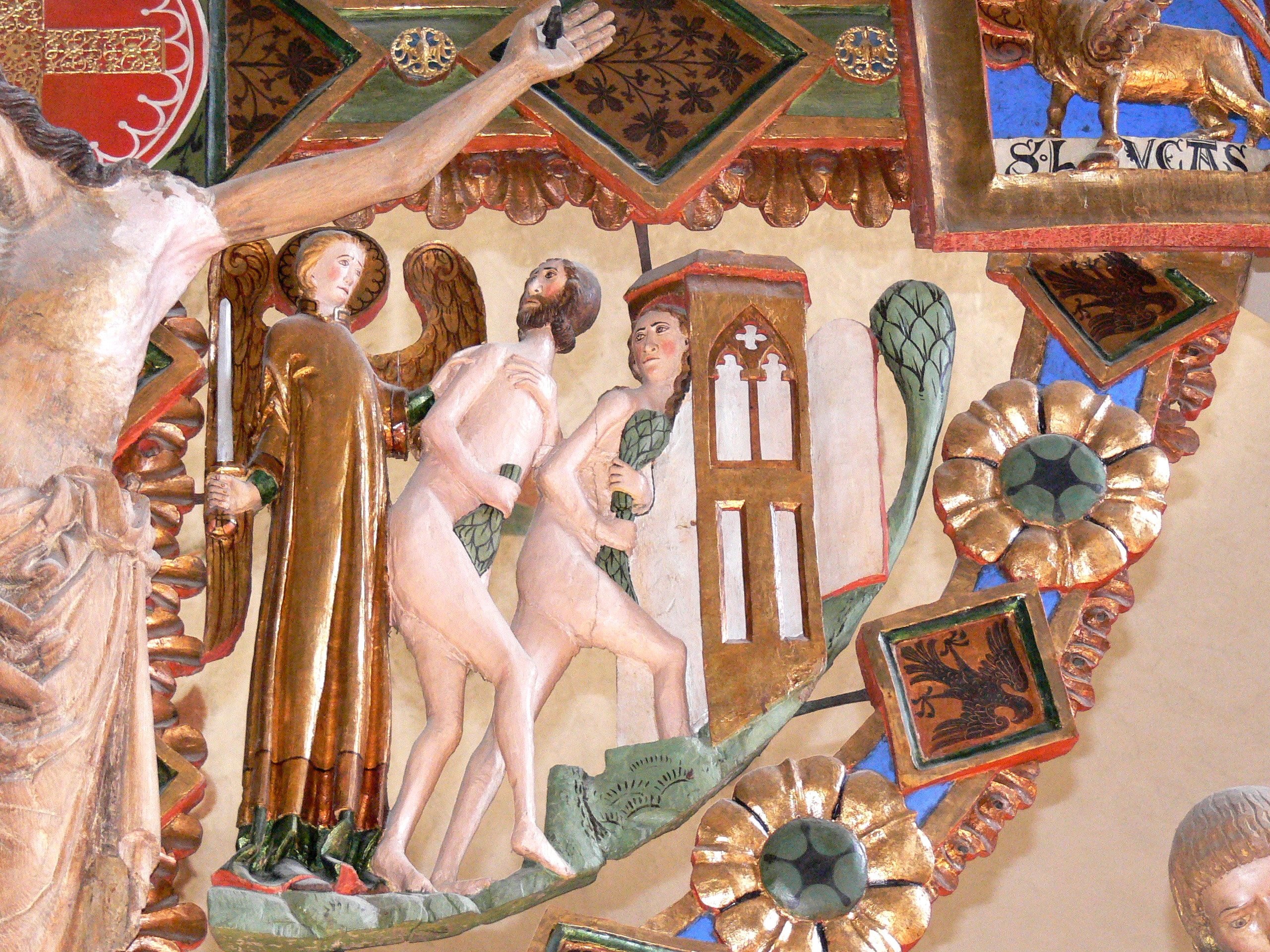
Деталь
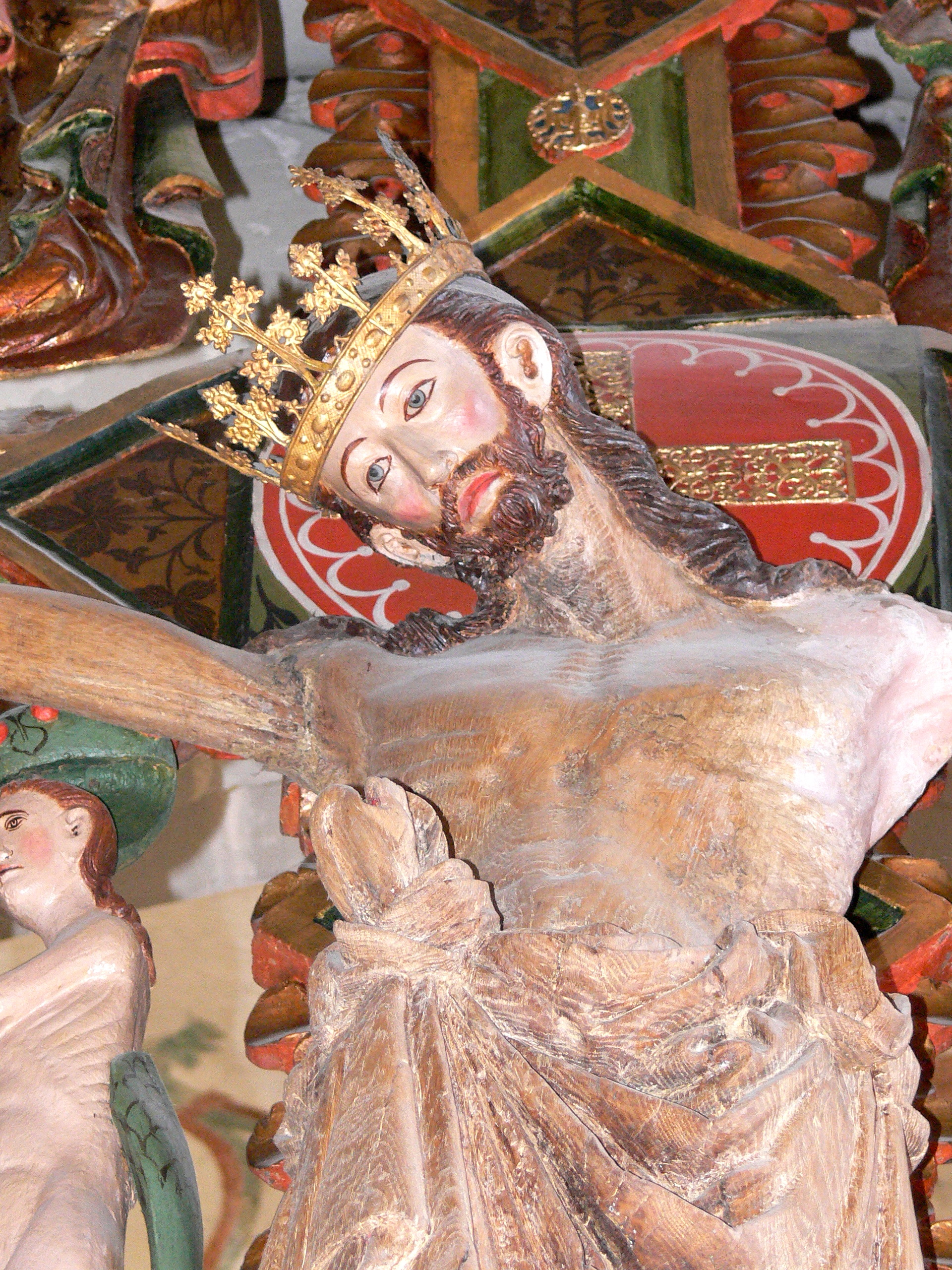
Деталь
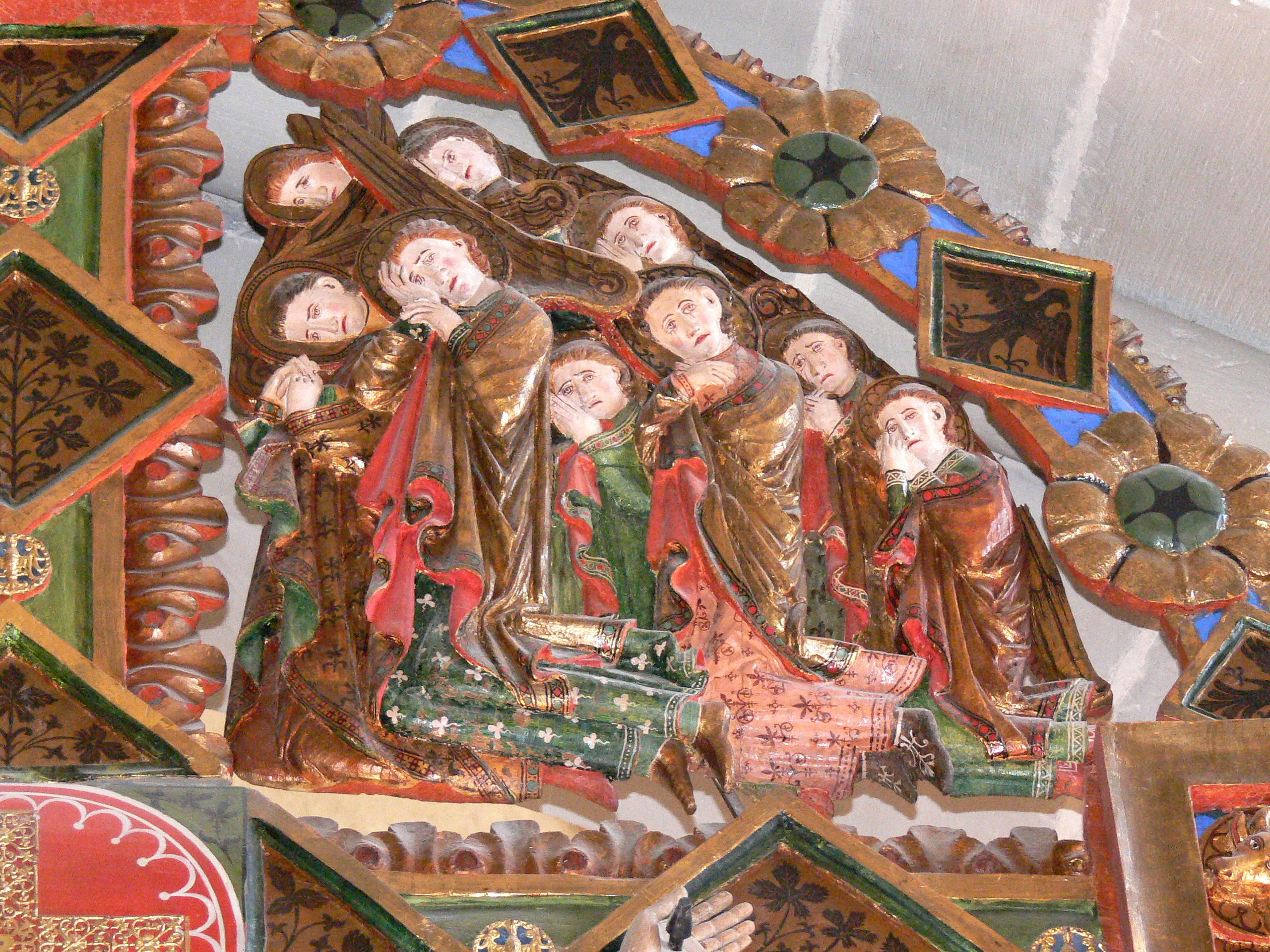
Деталь